# Culex luteopleurus
Culex luteopleurus är en tvåvingeart som först beskrevs av Theobald 1903.  Culex luteopleurus ingår i släktet Culex och familjen stickmyggor. Inga underarter finns listade i Catalogue of Life.